# Сульфид циркония
Сульфид циркония — бинарное неорганическое соединение
циркония и серы
с формулой ZrS,
кристаллы.

## Получение
- Нагревание стехиометрических количеств чистых веществ:

{\displaystyle {\mathsf {Zr+S\ {\xrightarrow {1600^{o}C}}\ ZrS}}}

## Физические свойства
Сульфид циркония образует кристаллы 
кубической сингонии, пространственная группа F m3m, параметры ячейки a = 0,5250 нм, Z = 4,
структура типа хлорида натрия NaCl с упорядоченными дефектами
.
Соединение разлагается при температуре ≈1600°С.